# 2670 Chuvashia
2670 Chuvashia eller 1977 PW1 är en asteroid i huvudbältet som upptäcktes den 14 augusti 1977 av den rysk-sovjetiske astronomen Nikolaj Tjernych vid Krims astrofysiska observatorium på Krim. Den har fått sitt namn efter den ryska delrepubliken Tjuvasjien.
Asteroiden har en diameter på ungefär 21 kilometer och den tillhör asteroidgruppen Eos.